# Fausto Bertoglio
Fausto Bertoglio (nacido el 13 de enero de 1949 en Brescia) es un exciclista italiano, profesional entre 1973 y 1980.
El mayor éxito de su carrera deportiva fue el triunfo en el Giro de Italia 1975, por delante del español Francisco Galdós y el italiano Felice Gimondi.

## Palmarés
1972
- Settimana Ciclistica Lombarda

1975
- Giro de Italia , más 1 etapa
- Volta a Cataluña , más 1 etapa

1976
- 1 etapa de la Volta a Cataluña
- Coppa Placci

## Resultados en Grandes Vueltas
| Carrera         | 1973 | 1974 | 1975 | 1976 | 1977 | 1978 | 1979 | 1980 |
| --------------- | ---- | ---- | ---- | ---- | ---- | ---- | ---- | ---- |
| Giro de Italia  | 46.º | -    | 1.º  | 3º   | Ab.  | 14º  | 7º   | 29º  |
| Tour de Francia | -    | 24º  | -    | 9º   | -    | -    | -    | -    |
| Vuelta a España | -    | -    | -    | -    | -    | -    | -    | -    |